# Vaccheria (Caserta)
Vaccheria è una frazione nel comune di Caserta. Quartiere borbonico, è distante circa 4 km dal capoluogo e a circa 2 km dal Real sito di San Leucio. Situato sui colli Tifatini (monte San Leucio e Tifata), è sito di interesse ambientale, frequentato da amanti del trekking per i suoi percorsi lungo la via Francigena, oltre che storico-artistico.

## Storia
Già piccolo insediamento romano sorto lungo la via che avrebbe portato al tempio dedicato alla dea Diana Tifatina, il suo attuale toponimo deriva dal fatto che il re Ferdinando IV di Borbone, costruendo un primo nucleo del quartiere già nel 1773 ai piedi di un casino di caccia, poi definito Casino Vecchio, vi installò degli ambienti per l'allevamento delle vacche sarde, oltre a canetterie per i suoi cani da caccia.
In seguito eresse una serie di edifici idonei alle esigenze della nascente seteria della vicina colonia di San Leucio. Il Casino Vecchio fu poi abbandonato da Ferdinando come dimora dopo la morte nel 1778 dell'erede al trono Carlo Tito.

### Arte
Nella piazza della Vaccheria si erge la chiesa di Santa Maria delle Grazie, in stile neoromanico, costruita in soli 23 mesi sotto la direzione dell'architetto Francesco Collecini ed inaugurata nel 1805 da Ferdinando IV dopo l'esilio palermitano seguito alla rivoluzione napoletana del 1799. Nella facciata in tufo troviamo numerose nicchie con sculture. All'interno esempi di presepe napoletano.
Alle spalle della chiesa si trova anche un piccolo borgo in stile neomedioevale, originariamente destinato come villaggio operaio per l'abitazione dei dipendenti delle seterie, oggi sede di botteghe artigiane e varie attività commerciali.

### Eventi
La frazione di Vaccheria è scenario ogni anno di eventi tradizionali quali il presepe vivente, e nel mese di giugno di 'Mozzarelliamo', una degustazione di mozzarella di bufala campana e altri prodotti tipici. Il 2 luglio si svolge la festa in onore della Madonna delle Grazie.